# Катесовский Ёган
Катесовский Ёган — река в России, протекает по Сургутскому району Ханты-Мансийского АО. Впадает в протоку Оби Материковый Пасл. Во время разлива возле устья образуется озеро Катесовский Сор. Длина реки составляет 52 км.

## Притоки
- Путалинский Ёган (лв)
- Сортымъягун (лв)
- Малый Катесовский Ёган (лв)

## Данные водного реестра
По данным государственного водного реестра России относится к Верхнеобскому бассейновому округу, водохозяйственный участок реки — Обь от города Нефтеюганск до впадения реки Иртыш, речной подбассейн реки — Обь ниже Ваха до впадения Иртыша. Речной бассейн реки — (Верхняя) Обь до впадения Иртыша.
Код объекта в государственном водном реестре — 13011100212115200047062.